# Baskim Sopi
Baskim Sopi (* 12. Dezember 1972) ist ein ehemaliger nordmazedonischer Fußballspieler. Der Abwehrspieler bestritt einen Großteil seiner Karriere in Schweden, wo er 2003 für eine Saison in der höchsten Spielklasse spielte.

## Sportlicher Werdegang
Sopi kam 1998 vom FK Sloga Jugomagnat Skopje zur IFK Malmö nach Schweden. Mit dem Klub verpasste er Ende 1999 die Qualifikation für die neu eingeführte Superettan als zweithöchste Spielklasse, in die er mit der Mannschaft in der folgenden Spielzeit aufstieg. Hier war er einer der Leistungsträger, so dass er Ende 2002 zum Erstligaaufsteiger Enköpings SK wechselte. Parallel spielte er sich in die mazedonische Nationalmannschaft, für die er – nach 15 Juniorenauswahlspielen – drei Länderspiele bestritt. In der Allsvenskan bestritt er 20 Spiele für seinen neuen Klub, der jedoch in der Spielzeit 2003 chancenlos war und als Schlusslicht direkt wieder abstieg. Anschließend überwarf er sich mit seinem Agenten, so dass er zum seinerzeitigen Viertligisten MABI wechselte. 2006 wechselte er für eine Spielzeit zum norwegischen Klub Raufoss IL in die Adeccoligaen, kehrte aber nach einer Spielzeit zurück. Nach seiner Rückkehr stieg er mit der Mannschaft in die drittklassige Division 1 auf, wo der Klub in der Spielzeit 2008 punktgleich mit dem Tabellenzweiten Östers IF als Vierter den direkten Durchmarsch in die Zweitklassigkeit verpasste. Während sich der Verein anschließend in FC Rosengård umbenannte, rückte Sopi verletzungsbedingt zunehmend in die zweite Reihe. Ende 2010 beendete er seine höherklassige Spielerkarriere und wechselte beim Klub als Assistent auf die Trainerbank.
Sopi wechselte parallel als Spieler zum Sechstligisten KSF Prespa Birlik, mit dem er anschließend durch die Ligen nahezu marschierte und Ende 2015 in die Drittklassigkeit aufstieg. Dabei hatte er Ende 2013 seinen Assistenztrainerposten beim FC Rosengård aufgegeben. Ende 2014 beendete er seine aktive Laufbahn und wechselte in den Trainerstab. Anfang 2016 schloss er sich dem Fünftligisten IF Limhamn Bunkeflo im Alter von 43 Jahren noch mal als Spieler an.